# Tafalisca virescens
Tafalisca virescens är en insektsart som först beskrevs av Henri Saussure 1878.  Tafalisca virescens ingår i släktet Tafalisca och familjen syrsor. Inga underarter finns listade i Catalogue of Life.